# Luzonichthys earlei
Luzonichthys earlei là một loài cá biển thuộc chi Luzonichthys trong họ Cá mú. Loài này được mô tả lần đầu tiên vào năm 1981.

## Phân bố và môi trường sống
L. earlei có phạm vi phân bố rải rác ở Ấn Độ Dương - Thái Bình Dương. Loài cá này được tìm thấy tại Maldives, đảo Giáng Sinh, New Britain, quần đảo Marshall, quần đảo Hawaii và khắp Liên bang Micronesia. Chúng sống xung quanh các rạn san hô và đá ngầm ở độ sâu khoảng từ 15 đến 205 m.

## Mô tả
L. earlei trưởng thành có chiều dài cơ thể lớn nhất được ghi nhận là khoảng 5,5 cm. Vây đuôi xẻ thùy; thùy đuôi nhọn. Cơ thể mảnh, thuôn dài. Mõm màu vàng cam. Nửa đầu trên và vùng cơ thể còn lại có màu hồng đến đỏ tím. Hai bên má và mang có màu ánh bạc, cũng như ở hai bên vùng thân.
Số gai ở vây lưng: 10; Số tia vây mềm ở vây lưng: 16 - 17; Số gai ở vây hậu môn: 3; Số tia vây mềm ở vây hậu môn: 7; Số tia vây mềm ở vây ngực: 19 - 21; Số vảy đường bên: 59 - 68; Số gai ở vây bụng: 1; Số tia vây mềm ở vây bụng: 5.
Thức ăn của L. earlei chủ yếu là các loài động vật giáp xác và các sinh vật phù du. Chúng thường bơi thành những đàn lớn để kiếm ăn. L. earlei được đánh bắt nhằm mục đích thương mại cá cảnh.